# Mena Suvari
Mena Alexandra Suvari (Newport, 13. veljače 1979.) je američka glumica, fotomodel i dizajnerica. Svjetsku popularnost stekla je ulogama u filmovima "Vrtlog života" i "Američka pita". Dugogodišnja je aktivistica African Medical Research Foundationa. Magazin Maxim ju je 2008. stavio na 52. mjesto u izboru 100 najzgodnijih žena.

## Životopis
Rodila se u gradu Newport u saveznoj državi Rhode Island u američkoj obitelji estonsko-grčkog podrijetla. Majka joj je medicinska sestra, a otac psihijatar. Počela se baviti manekenstvom u ranoj dobi, što joj je otvorilo perspektivu za glumačku karijeru.
Prve uloge na televiziji ostvarila je u serijama "Dječak upoznaje svijet" i "Hitna služba", a proboj na veliko platno u drami "Vrtlog života", koji joj je donio nominaciju BAA za najbolju sporednu glumicu. Drugu zapaženu ulogu imala je u komediji "Američka pita".

## Filmografija

### Film
- Kiss the Girls (1997.) - Coty Pierce
- Snide and Prejudice (1997.) - Geli Raubal
- Nowhere (1997.) - Zoe
- Slums of Beverly Hills (1998.) - Rachel Hoffman
- Atomic Train (1999.) - Grace Seger
- Američka pita (1999.) - Heather
- The Rage: Carrie 2 (1999.) - Lisa Parker
- Vrtlog života (1999.) - Angela Hayes
- Loser (2000.) - Dora Diamond
- Američka djevica (2000.) - Katrina Bartalotti
- The Musketeer (2001.) - Francesca Bonacieux
- Američka pita 2 (2001.) - Heather
- Sugar & Spice (2001.) - Kansas Hill
- Sonny (2002.) - Carol
- Spun (2002.) - Cookie
- Trauma (2004.) - Charlotte
- Standing Still (2004.) - Lana
- Edmond (film) (2005.) - prostitutka
- Šuška se... (2005.) - Annie
- Domino (2005.) - Kimmie
- Beauty Shop (2005.) - Joanne Marcus
- Factory Girl (2006.) - Richie Berlin
- Orpheus (2006.) - Sue Ellen
- Caffeine (2006.) - Vanessa
- The Dog Problem (2006.)
- Brooklyn Rules (2007.) - Ellen
- Stuck (film) (2007.) - Brandi
- Day of the Dead (2008) (2008.) - Sarah Cross
- The Mysteries of Pittsburgh (2008.) - Phlox Lombardi
- The Garden of Eden (2008.) - Catherine Bourne
- You May Not Kiss The Bride (2010.) - Tonya
- The Last Stop (2010.) - TBA

### Televizija
- Death of a Cheerleader (1994.) - srednjoškolska učenica
- Dječak upoznaje svijet (1995.) - Laura
- High Incident (1996-.1997.) - Jill Marsh
- Hitna služba (1996.) - Laura-Lee Armitage
- Minor Adjustments (1996.) - Emily
- Dječak upoznaje svijet (1996.) - Hilary
- 413 Hope St. (1997.) - Crystal
- Chicago Hope (1997.) - Ivy Moore
- Atomic Train (1999.) - Grace Seger
- Just Shoot Me!
- Saturday Night Live (2001.) - gošća
- Six Feet Under (2004.) - Edie
- Zakon i red: Odjel za žrtve (2004.) (5 sezona, epizoda 17: Zla)
- Sex & Lies in Sin City (TV) (2008.)- Sandy Murphy
- "Sammy Rocky" (2003.)

## Vanjske poveznice
- Filmografija na IMDb-u